# هيرويا تاكادا
هيرويا تاكادا هو فنان قتال مختلط ياباني، ولد في 16 أغسطس 1977 في إيباراكي في اليابان.

## وصلات خارجية
- هيرويا تاكادا على موقع شيردوغ (الإنجليزية)